# Центральний банк Турецької Республіки
Центральний банк Турецької Республіки (тур. Türkiye Cumhuriyet Merkez Bankası, TCMB) — центральний банк Туреччини. Заснований як акціонерне товариство, з винятковим правом емісії грошових знаків в Туреччині. Підготовка до створення центрального банку почалася в 1926 році, створено банк 3 жовтня 1931 року і відкрито офіційно 1 січня 1932 року.
Спочатку банк мав привілей на емісію банкнот протягом 30 років. У 1955 році цей привілей було продовжено до 1999 року. А в 1994 став безстроковим.

## Історія
До 1856 року грошові, банківські та кредитні операції, торгівлю золотом та іноземною валютою здійснювалися в Османській Імперії не тільки Казначейством країни, але і ювелірами, приватними кредиторами, фондами і гільдіями. У 1847 році Османським Урядом спільно з банкірами міста Галата був заснований Отомманський Банк, який вперше взяв на себе зовнішні платежі Османської Імперії.
У 1863 році Банк частково бере на себе функції сучасного центрального банку, ставши державним банком під назвою «Імперський Османський Банк». Уряд передав Банку право випуску банкнот і видачі дозволу іншим установам, які вели діяльність в галузі фінансів.
Після створення в 1923 році Республіки Туреччина термін повноважень Османського Банку, який виступав в якості центрального банку, був продовжений до 1932 року. В цьому ж році Османський Банк був перетворений в Центральний Банк Турецької Республіки.

## Сучасність
Нинішні повноваження і обов'язки Центрального Банку визначаються спеціальним законом, прийнятим 14 січня 1970 року. Відповідно до закону, основною метою Банку є підтримка економічного розвитку країни. Для виконання цієї мети Банк наділений повноваженнями з регулювання валютного ринку і захисту спільно з Урядом конвертованості турецької валюти — ліри.
У другій половині 1980 років Банк почав операції на міжбанківському валютному ринку.
Основними обов'язками центробанку Туреччини є:
- проведення операцій на відкритому ринку;
- захист вартості турецької ліри;
- встановлення політики обмінного курсу;
- визначення резервних вимог;
- управління золото-валютним резервом країни;
- регулювання грошового обігу турецької ліри;
- забезпечення стабільності у фінансовій системі і контролю над фінансовим ринком.

## Власність
Власність Центрального банку Турецької Республіки є розділена на 4 пакети акцій. Пакет A належить виключно Турецькому Казначейству. Пакети B і C виділяються національним банкам, що діють в Туреччині, банками, відмінним від національних банків та привілейованим компаніям. Акції пакету D наелажать комерційним установам Туреччини та реальним і юридичним особам турецької національності.

## Керівництво
Рада Директорів складається з голови Ради і шести членів, що обираються Генеральною Асамблеєю.
Поточним (станом на вересень 2017) головою Центрального банку Турецької Республіки є Мурат Четінкая (Murat Çetinkaya) який займає цю посаду з 19 квітня 2016 року. Він є за рахунком 22 головою Банку з моменту його заснування.

## Резерви
Сукупні резерви Центрального банку Турецької Республіки, станом на 31 липня 2017 року, складали 107,6 млрд. доларів США.